# Херрон, Томми
Томми Херрон (англ. Tommy Herron; 1938, Ньюкасл — 1973, Драмбо) — североирландский ультраправый протестантский боевик и лоялистский политик. Один из лидеров радикального крыла ольстерских юнионистов, активный участник Ольстерского конфликта. Вице-председатель Ассоциации обороны Ольстера (UDA), бригадир боевого подразделения UDA в Восточном Белфасте. Убит при невыясненных обстоятельствах, предположительно в криминальной конкуренции.

## Конфессиональное происхождение
Родился в англо-ирландской семье. Отец Томми Херрона исповедовал протестантизм, мать — католичество. Томми был крещён в католической церкви Белфаста. По сведениям информированных журналистов, этот факт являлся одной из причин крайне жёсткой позиции Херрона в отношении католиков. Своими высказываниями и действиями он старался исключить подозрения в прокатолических симпатиях.
Томми Херрон принадлежал к Свободной пресвитерианской церкви Ольстера, созданной Ианом Пэйсли. Регулярно посещал службы, демонстрировал протестантский фанатизм. Работал в Белфасте автодилером. Был женат, имел пятерых детей.

## Юнионистский политик и бригадир UDA
В Ольстерском конфликте Томми Херрон занимал позиции крайнего пробританского лоялизма и юнионизма. Он стал одним из основателей военизированной Ассоциации обороны Ольстера (UDA), возглавлял бригаду боевиков в Восточном Белфасте. Идеологически придерживался ультраправых антикоммунистических взглядов. Ирландское национально-республиканское движение Херрон воспринимал как прокоммунистическое и просоветское.
В начале 1970-х Томми Херрон располагал значительной силовой структурой, активно атаковавшей ирландских боевиков. Он приобрёл весомый политический авторитет. В марте 1972 года Херрон участвовал в переговорах ольстерских юнионистов с британским госсекретарём по делам Северной Ирландии Уильямом Вайтлоу. Состоял в руководстве ультраправой Авангардной прогрессивной юнионистской партии (VPUP) Уильяма Крейга.

Мы готовы на всё, чтобы сохранить нынешние связи Ольстера с британской короной. Мы готовы к любому повороту событий. Нас никто не может запугать. На нашей стороне сила.

Томми Херрон

На выборах в Ассамблею Северной Ирландии 28 июня 1973 года Херрон представлял VPUP, что вызывало недовольство ряда боевиков, выступавших против партийной зависимости. Херрон набрал 2480 голосов и не был избран.
Осенью 1972 года британские власти в Ольстере взяли под охрану католические кварталы Белфаста. В ответ Томми Херрон — как «главнокомандующий Гражданской армии Ольстера» — объявил войну британским войскам. Боевики Херрона совершили серию нападений на военных. Это вызвало резкое недовольство протестантской общины.
В конце 1972 года Херрон заявил, что его бойцы проходят обучение у американских ветеранов Вьетнамской войны. В этой связи ирландские активисты саркастично отмечали, что боевики UDA «сами могли бы поучить вьетнамских ветеранов».
Несмотря на идеологическую жёсткость, Херрон установил контакты с частью местных коммунистов, стоявших на юнионистских позициях. В январе 1973 года Херрон обратился с призывом к юнионистам и ирландским республиканцам с пафосным призывом «остановить насилие». Эти выступления, а также встреча с коммунистами, восстановила против Херрона радикальных оранжистов.
В феврале 1973 Херрон призвал к всеобщей забастовке против британского правительства — в знак протеста против арестов юнионистских боевиков. Результатом стали ожесточённые уличные столкновения. Резко активизировалась боевая группа, возглавляемая ближайшим сподвижником Херрона Альбертом Бейкером. Боевики Бейкера демонстративно атаковали католический квартал, применив ручные гранаты.

## Во внутреннем конфликте
Протестантско-юнионистский лагерь Ольстерского конфликта был расколот. Томми Херрон был сторонником ультраправого крыла Уильяма Крейга и Иана Пэйсли, но находился в перманентном конфликте с основателем UDA Чарльзом Хардингом Смитом и особенно с Дэви Фогелем и Эрни Эллиотом (двое последних отличались левыми взглядами). Противостояние принимало жёсткие формы: в январе 1973 Херрон взял Фогеля под арест в своём офисе и вынудил покинуть Белфаст.
Летом 1973 года в UDA возник конфликт, связанный с переизбранием председателя. Острая конкуренция шла между Херроном и Хардингом Смитом. Юнионисты опасались вооружённой конфронтации внутри своего движения. В итоге председателем был избран компромиссный кандидат Энди Тайри. Однако подспудная вражда продолжалась.
15 июня 1973 вооружённые люди в масках ворвались в дом Томми Херрона. Поскольку хозяин отсутствовал, они застрелили его 18-летнего родственника Майкла Вильсона. Сторонники Херрона возлагали ответственность на ирландских католических боевиков Временной ИРА и совершили ответное убийство ирландца. Однако сам Херрон считал, что нападение было организовано по приказу Хардинга Смита.
В августе 1973 года Томми Херрон был арестован британскими властями Ольстера на основании закона о чрезвычайном положении. Вскоре его освободили, но стало известно, что при Херроне обнаружили значительную сумму денег (по разным данным, от 2 тысяч до 9 тысяч фунтов стерлингов). Этот факт получил огласку и вызвал серьёзное раздражение.

## Криминальная деятельность
Томми Херрон был известен не только как политик и бригадир боевиков, но и как криминальный авторитет. Его бригада занималась рэкетом и крышеванием белфастских пабов. Деньги коммерсантов — по некоторым данным, 25—50 фунтов стерлингов в неделю — изымались в «благотворительный фонд UDA». За отказ платить заведения могли подвергнуться нападениям и обстрелам.
Черты характера и манеры поведения Херрона соответствовали образу мафиозного дона. В повседневном общении он проявлял высокомерие, вспыльчивость и жестокость, не расставался с оружием. Описывался при жизни и вспоминается после смерти как «хмурый атлет в чёрном».

## Версии гибели
Именно криминальная составляющая деятельности Херрона, по всей вероятности, стала причиной его гибели. 15 сентября 1973 года он был похищен и убит выстрелом в голову. Обстоятельства убийства не удалось в полной мере установить, преступники не были найдены. В большинстве случаев ответственность возлагается не на ирландских республиканцев, а на сподвижников по UDA (прежде всего Хардинга Смита), конкурировавших с Херроном за контроль над силовыми и финансовыми ресурсами. Официально UDA обвинила в убийстве британскую спецслужбу SAS.
Похороны Томми Херрона UDA организовала с военными почестями. В траурной процессии шли 25 тысяч человек. Панихиду служил Иан Пэйсли.
Преемником Томми Херрона во главе Бригады Восточного Белфаста стали Сэмми Маккормик.